# جلا أبو أحمد
قلعة أبو أحمد هي عبارة عن بقايا قلعة في وادي هور، شمال السودان، وتقع القلعة على بعد 110 كيلومتر (68 ميل) غرب النيل.و تم اكتشاف هذه  القلعة في عام 1984 من قبل علماء الآثار من جامعة كولونيا.و يعود تاريخها إلى المرحلة النبتية (750-350 قبل الميلاد) في عهد مملكة كوش، ويشير التأريخ بالكربون المشع إلى أن القلعة كانت قيد الاستخدام بالفعل لحوالي عام 1100 قبل الميلاد.